# Онісін Іван Максимович
Іва́н Макси́мович Оні́сін  (нар. 19 жовтня 1887,  с. Дмитрівка, Скопінський повіт, Рязанська губернія — пом. 1942, Магадан) — український учений, педагог, ректор Полтавського педінституту.

## Біографічні відомості
Народився 1887 року у сім'ї селянина-середняка. Успішно опанував програму сільської церковнопарафіяльної школи, згодом — двокласного училища, яке давало йому право навчати інших. У 1905 р. він вступив до учительської семінарії в с. Ново-Олександрівка колишньої Тамбовської губернії. Про успіхи майбутнього педагога можна судити з атестату, виданого йому церковно- учительською семінарією у 1908 р. Семінарист І. Онісін при відмінній поведінці виявив такі знання:
- закон божий, церковна історія загальна і російська -"- відмінно;
- церковний спів — відмінно;
- церковно-слов'янська мова — відмінно;
- російська мова, словесність та історія літератури — відмінно;
- історія загальна і російська — відмінно;
- географія загальна і географія Росії -відмінно;
- математика, арифметика, основи геометрії, алгебри, землемірства — відмінно;
- відомості про природу, її сили та явища — відмінно;
- креслення та малювання — відмінно;
- гігієна — відмінно; сільське господарство — відмінно;
- музика — відмінно;
- практичні уроки — відмінно.

Таким чином Онисін отримав звання вчителя початкового училища. Мріяв вчитися далі, але матеріальні нестатки зв'язували його, як кажуть в народі, по руках і ногах.

## Кар'єра
У Саратові влаштувався вчителем місцевої двокласної школи. Одночасно вступив на вечірні курси Саратовського університету. Йоржистість молодого педагога, його тяжіння до самостійної праці прийшлись не до вподоби місцевого освітянського начальства. Конфлікт переходив усі допустимі межі і отже, довелося шукати нове місце роботи.
Із 1910 по 1912 роки пропрацював у м. Феодосії, а в 1912 р. переїхав до села Софіївка на Одещині. За 10 років роботи організував семирічну школу, в якій він одночасно виконував і роль завідувача, і викладача російської мови.
Під час революції 1917 року бере активну участь в налагодженні роботи органів освіти, працює у складі сільської Ради, очолює волосну Спілку працівників освіти, входить до колегії повітового відділу народної освіти.
В 1922 р. І. М. Онисіна розпорядженням повітвиконкому переводять до м. Олешки, де він очолює семирічну школу, а також дитяче містечко «Червоні сходи». В Олешках Іван Максимович близько зійшовся з відомим в недалекому майбутньому українським драматургом Миколою Гуровичем Кулішем, чиї психологічні спостереження, глибоке знання різноманітних сторін життя допомагали йому у повсякденній педагогічній роботі.
Далі була робота в Херсонському окружному відділі народної освіти, де на нього були покладені обов'язки інспектора, члена окружного методичного комітету. В тогочасній атестації на Онисіна говорилося, що він «… виявив себе справжнім педагогом і гарним організатором. На інспекторській роботі виявив себе як людина з великими організаторськими здібностями, що турбується одночасно і про матеріальний добробут дітей, і про належну постановку педагогічної праці».

## Полтавський період діяльності
У 1925 р. запрошують до Харкова, доручають йому важливе коло обов'язків, пов'язаних з налагодженням роботи органів освіти Південної залізниці. Роком пізніше в зв'язку з реорганізацією останніх І. М. Онисін переїздить до Полтави. Працює у Вечірній робітничій школі II ступеня, залізничній професійній школі, вечірньому Робітничому університеті, вечірньому робітфаці Харківського інституту залізничного транспорту, інших освітніх установах та навчальних закладах. Здебільшого займається освітою дорослих. Часто бував на виробничих дільницях, у цехах, знайомився з умовами роботи своїх учнів, допомагав їм у вирішенні навчальних і навіть побутових питань; Особливо часто Івана Максимовича можна було бачити на паровозоремонтному заводі, у залізничному депо, робітничих гуртожитках цих підприємств.
У 1931 р. комісія Народного комісаріату шляхів сполучень СРСР рекомендує персцективного працівника на посаду директора залізничного технікуму, однак Полтавський міськпартком призначає його заступником директора, завідувачем навчальної частини Полтавського інституту інженерів сільськогосподарського будівництва з затвердженням у посаді виконуючого обов'язки доцента по кафедрі політичної економії.
Завдяки зусиллям ректора І. В. Сердюка, завідувача навчальної частини І. М. Онісіна, інших працівників Полтавський інститут інженерів сільськогосподарського будівництва скоро увійшов до числа найкращих вищих навчальних закладів країни.
Діяльність І. М. Онісіна не залишається не поміченою для керівництва народною освітою республіки. Наказом наркома освіти УСРР В. П. Затонського від 10 квітня 1935 р. він призначається директором Полтавського педагогічного інституту. Нове призначення Іван Максимович прийняв і без вагань, оскільки мав за плечима близько тридцяти років педагогічного стажу, досвід роботи на різноманітних ділянках освітянської роботи.

## Репресії
Із перших кроків своєї діяльності новий директор педінституту опинився під вогнем критики. Йому дорікали за пасивність у боротьбі з класовими ворогами, притуплення більшовицької пильності, самозаспокоєність, відсутність у колективі належного рівня критики і самокритики. «Першим дзвінком» для І. М. Онісіна прозвучала вже згадувана постанова Полтавського міського партійного комітету від 8 вересня 1936 р., якою йому «за притуплення класової пильності» робилося зауваження і попередження, що «якщо він не виправить допущених помилок, то його буде притягнуто до найсуворішої партійної відповідальності»
За наказом директора з Полтавського педінституту було «вичищено» близько 40 студентів і співробітників. Серед них: студент Сидаченко (приховав своє соціальне походження), студент Семеренко (приховав розкуркулення батьків), студент Пуха (син попа), студент Кудренко (за розповідь контрреволюційних анекдотів) та інші. І все ж заради справедливості не можна не зазначити, що якби не природна зваженість Івана Максимовича, його витримка, масштаби «чисток» могли б бути значно більшими.
На це звернули увагу на засіданні парткому педагогічного інституту 30 серпня 1937 р., на якому І. М. Онисіна звинуватять у тому, що, маючи на руках рішення партійного комітету про зняття з роботи усіх деканів, він звільнив лише одного, та й то «за власним бажанням». Не залишаться непоміченими і його спроби заспокоїти колектив, переконати його в тому, що не варто в кожному найдрібнішому вчинку бачити «контрреволюційні виступи прихованих ворогів». Партійний комітет виключив І. М. Онисіна з партії 1З, а 28 вересня 1937 р. його було увільнено від обов'язків директора педінституту.
15 жовтня 1937 р. газета «Більшовик Полтавщини» опублікувала статтю Г. Михайленко «До кінця розтрощити вороже охвістя в педінституті», в якій говорилося:

| "Довгий час над полтавським педінститутом тяжіла гнила атмосфера, очолювана Онисіним. Онисін та його вірний слуга - колишній секретар парткому Гребенюк глушили сигнали про ворожі дії в інституті, допомагали буржуазне- націоналістичній наволочі - різним самійленкам, ткаченкам, крупеннікам, кудрицьким, копніним творити свої підлі справи. Всю цю наволоч, на чолі якої в останній час стояли Онисін і Чернуха (заступник І. М. Онисіна на посаді директора педінституту), з педінституту вигнано. Але коріння ворожої агентури тут ще залишилось і продовжує проводити розкладницьку роботу серед студентів"[3]. |
І. М. Онисін залишився на вулиці, без улюбленої роботи, без засобів до існування. Звертаючись до партійних та правоохоронних органів, центральних газет, як міг доводив свою невинність. Так, в листі до газети «Правда» він писав: «Захлеснутий хвилею наклепів і в той же час сповнений глибокого усвідомлення своєї правоти, я змушений звернутися до Центрального органу партії з проханням перевірити і допомогти мені вийти з цього бруду, який мене оточив».
Після «Ворожі вихватки» в газеті «Більшовик Полтавщини» від 22 листопада 1937 р., в якій він прямо називається «ворогом народу», Іван Максимович подав заяву прокурору м. Полтави Уманцю: «Категорично протестую проти безвідповідального жонглювання такими огульними ярликами в обласній газеті. Ніколи ворогом народу я не був. Ніхто мені такого звинувачення не пред'являв. Обвинувачення, що привели мене до виключення з партії і зняття з роботи, надумані, не перевірені …».
В іншому своєму листі до голови ВЦРПС М. М. Шверника Іван Максимович писав: «…Після 33-річної безперервної чесної педагогічної роботи я незаслужено був знятий з роботи, залишився без засобів до існування… До Вас я звертаюсь з проханням допомогти відновити справедливість, поновити мене на педагогічній роботі, дати можливість довести свою невинність» .
Усі заяви Онісіна або ігнорувались, або ж перевірялись із заздалегідь визначеними висновками. Наприклад, восени 1937 р. діяльність Полтавського педінституту перевіряла комісія міськпарткому, яку очолював Т. І. Лисенко — начальник Полтавської в'язниці. З погляду на це стає зрозумілим і ряд формулювань з акту проведеної перевірки: «Перевіривши окремі ділянки роботи та дії колишнього директора Інституту Онисіна, висновок такий, що в Інституті орудувало кубло буржуазних націоналістів-троцькістів, яке проводило свою підлу роботу під безпосереднім керівництвом Онисіна».

## Арешт і вирок
В ніч з 20 на 21 грудня Онісіна було заарештовано. Тягнулися довгі та виснажливі допити, але педагог твердо стояв на своєму, відкидав будь-які звинувачення з антирадянській контрреволюційній діяльності. Так і не змогли нічого вирвати слідчі у цієї вже немолодої людини. Категорично заперечував І. М. Онисін свою провину і на суді. Але це не завадило Військовій Колегії Верховного Суду СРСР на своєму засіданні 17 жовтня 1938 р. визнати І. М. Онисіна винним у приналежності до антирадянської націоналістичної української організації, проведенні за її завданням шкідницької роботи, тобто у злочинах, передбачених ст. ст. 54-7, 54-8, 54-11 Кримінального кодексу УРСР. Вирок — 15 років тюремного ув'язнення з поразкою в правах на 5 років та конфіскацією усього особистого майна. Рішення суду не залишало ніяких надій на майбутнє.
Відбував покарання І. М. Онисін у Магадані. Там і загубилися його сліди в серпні 1940 р.

## Реабілітація
Уже після XX з'їзду КПРС за дорученням Прокуратури СРСР в 1956 р. була проведена перевірка справи І. М. Онисіна. Висновки заступника Головного Військового прокурора, полковника юстиції П. Максимова не залишали ніяких сумнівів: «… Звинувачення у відношенні Онисіна є безпідставними…» 1 вересня 1956 р. Військова Колегія Верховного Суду СРСР вирок 1938 р. відмінила, а справу І. М. Онисіна припинила за відсутністю складу злочину

## Виноски
1. ↑  Год Б., Єрмак О., Киридон П. Полтавський державний педагогічний університет імені В. Г. Короленка: Історія і сучасність. — Полтава, 2009. — С. 39
2. ↑  ЛОБУРЕЦЬ В. Є. СІЯЧ НА ОСВІТЯНСЬКІЙ НИВІ // http://poltava-repres.narod.ru/statti/reab_ist/siyach.htm%5Bнедоступне+посилання+з+липня+2019%5D
3. ↑  Більшовик Полтавщини. - 1937. - 15 жовтня
4. ↑  Єрмак О. П. Справу припинити за відсутністю складу злочину (Іван Максимович Онісін) // Історія Полтавського педагогічного інституту в особах. — Полтава: АСМІ, 2004. — С. 126-130.